# Bay View Gardens
Bay View Gardens is een plaats (village) in de Amerikaanse staat Illinois, en valt bestuurlijk gezien onder Woodford County.

## Demografie
Bij de volkstelling in 2000 werd het aantal inwoners vastgesteld op 366.
In 2006 is het aantal inwoners door het United States Census Bureau geschat op 359, een daling van 7 (-1,9%).

## Geografie
Volgens het United States Census Bureau beslaat de plaats een oppervlakte van
0,5 km², geheel bestaande uit land.

## Plaatsen in de nabije omgeving
De onderstaande figuur toont nabijgelegen plaatsen in een straal van 16 km rond Bay View Gardens.